# Jan Damesz de Veth

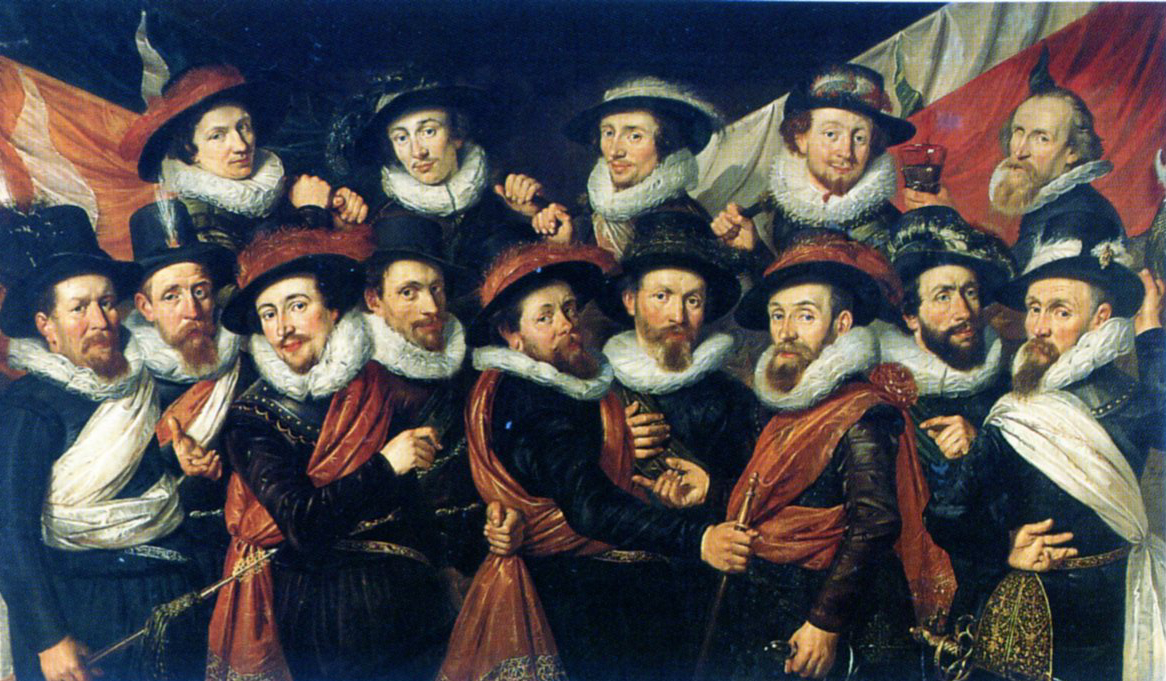
Schuttersstuk Gouda, 1616

Jan Damesz de Veth, né en 1595 à Leyde et mort en 1625 à Gouda, est un portraitiste du siècle d'or néerlandais.

## Biographie
Houbraken l'a cité avec les peintres Gouda Jan Franse Verzijl, Jan et Pieter Donker, parmi les artistes remarquables qu'il avait l'intention d'inclure dans son livre de biographies. Sa source était Beschrijving der stad Gouda d'Ignatius Walvis (en).
Selon le RKD, il est mort à Gouda en 1625, où il peint trois schutterstukken datées de 1615, 1619 et 1622 qui sont aujourd'hui exposées au musée Gouda.